# Palaeorhiza fulvago
Palaeorhiza fulvago är en biart som beskrevs av Hirashima 1989. Palaeorhiza fulvago ingår i släktet Palaeorhiza och familjen korttungebin. Inga underarter finns listade i Catalogue of Life.